# Kronen Zeitung
Kronen Zeitung (noto anche come Krone) è il più diffuso quotidiano austriaco. La testata, fondata nel 1900 e con sede a Vienna, ha una tiratura giornaliera di 650 894 copie vendute nel 2020.
Fu chiuso per gli eventi bellici nel 1944 e ritornò in edicola nel 1959.
Annoverato tra i cinquanta giornali più letti del mondo, si distingue per articoli brevi; è caratterizzato da facile lettura e da un uso più che generoso di illustrazioni. Si rivolge infatti a un pubblico ampio.
Una sua caratteristica è il gran numero di rubriche editoriali. Tra gli editorialisti più importanti vi sono stati Günther Nenning, Michael Jeannée, Norman Schenz, Wolf Martin, Robert Löffler, Ernst Trost, Claus Pandi, Richard Nimmerrichter, Kurt Krenn, l'ex vescovo di St. Pölten e l'arcivescovo di Vienna Christoph Schönborn, che ogni settimana scrive i "Pensieri sul Vangelo della domenica". Lo stesso editore Hans Dichand ha scritto in varie occasioni commenti su argomenti importanti, talvolta pubblicati in prima pagina con lo pseudonimo di Cato.